# Teatr jezuicki

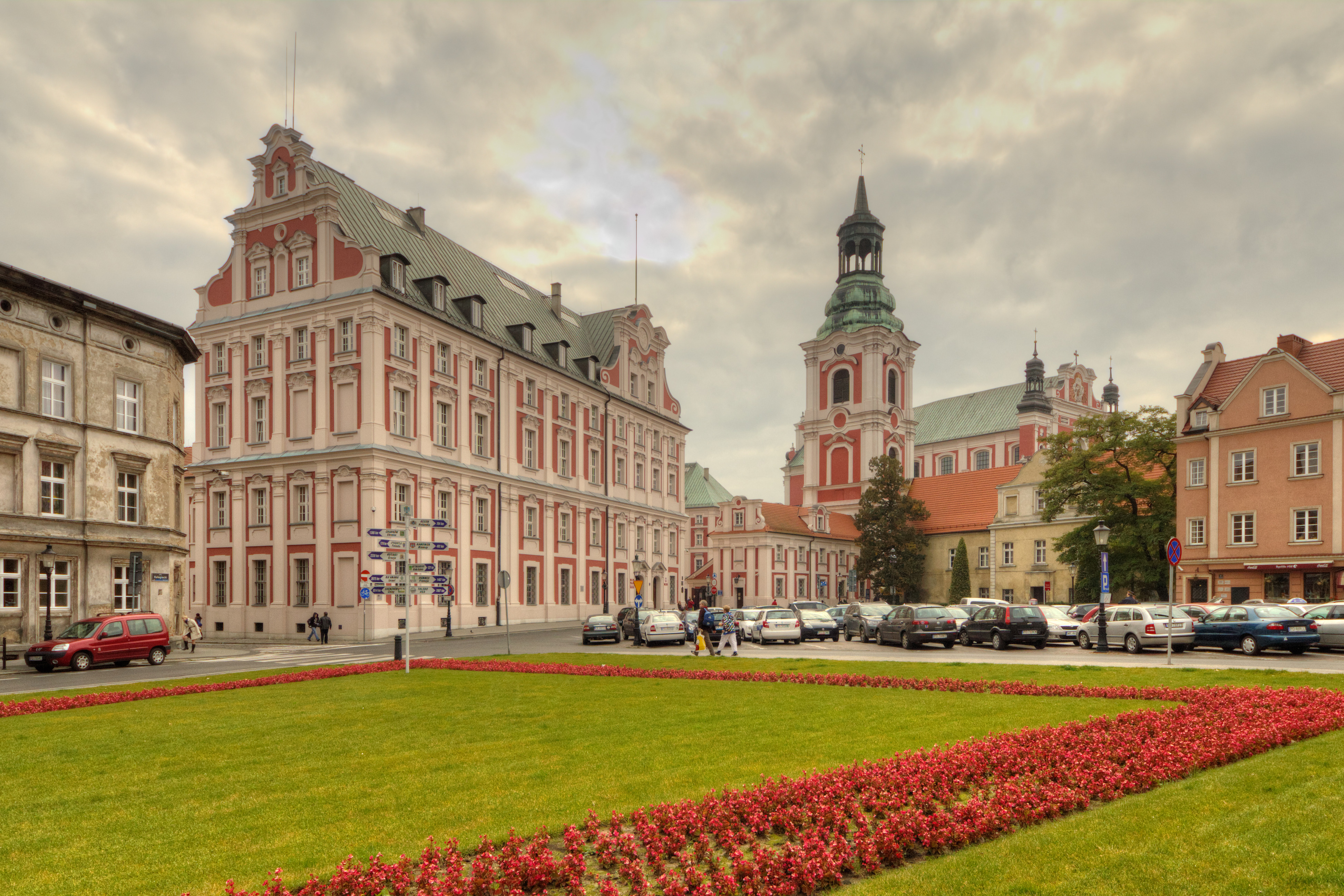
Budynki kolegium jezuickiego w Poznaniu

Teatr jezuicki – typ widowiska scenicznego obejmujący dramaty wystawiane w teatrach uczniowskich działających przy szkołach jezuickich od drugiej połowy XVI wieku do kasaty zakonu w 1773 roku, choć szkolne przedstawienia w jego duchu utrzymały się w placówkach jezuickich aż do XIX wieku. Jako element szeroko zakrojonej kontrreformacji był sposobem kształtowania młodzieży w duchu religii katolickiej. Kształtował kulturę Europy w wiekach XVI i XVII, stanowił etap pośredni pomiędzy średniowieczną dramaturgią religijną a nowożytnym dramatem świeckim. Badacze odnajdują wpływy teatru jezuickiego w dziełach autorów, których edukacja odbywała się w szkołach prowadzonych przez jezuitów, m.in. Corneille’a, Moliera i Goldoniego. W Polsce ten rodzaj sztuki scenicznej stał się jednym z najważniejszych zjawisk życia teatralnego epoki baroku.
Przedstawienia jezuickie odgrywane były po łacinie, tematy czerpano z Biblii i z żywotów świętych, nawiązywano do gatunków wywodzących się ze starożytności (m.in. do tragedii) i ze średniowiecza (m.in. do moralitetu, misteriów czy tableaux vivants, czyli „żywe obrazy” o tematyce religijnej). W pierwszej fazie działalności na scenie pojawiały się głównie tragedie i utwory religijne, później w repertuarze zagościły również komedie o wydźwięku dydaktycznym (Molier, Franciszek Bohomolec). Pojawiły się rozwiązania zaczerpnięte z opery (partie śpiewane, konstrukcja sceny). Wystawiany tekst dramatyczny aktualizowano o odniesienia do bieżącej sytuacji politycznej i społecznej. Ze względu na specyfikę szkół męskich z tekstów dramatycznych usuwano role kobiece.
Do najbardziej znanych jezuickich teatrów szkolnych w Polsce należały instytucje w Poznaniu (działające już 1620 roku), Warszawie (od 1687 roku) i Wilnie (od 1715 roku). Szacuje się, że w Rzeczypospolitej funkcjonowało 59 teatrów jezuickich.